# Peyre en Aubrac
Peyre en Aubrac is een gemeente in het Franse departement Lozère in de regio Occitanie. De plaats maakt deel uit van het arrondissement Mende. De gemeente is een commune nouvelle, een fusiegemeente conform de Franse wetgeving van 16 december 2010 voor de herziening van de Franse administratieve grondgebiedsbepalingen. Het administratief centrum van de gemeente bevindt zich in Aumont-Aubrac. Peyre en Aubrac telde op 1 januari 2022 2.304 inwoners.

## Geschiedenis
De gemeente ontstond op 1 januari 2017 uit de fusie van de zes voormalige gemeenten Aumont-Aubrac, La Chaze-de-Peyre, Fau-de-Peyre, Javols, Sainte-Colombe-de-Peyre en Saint-Sauveur-de-Peyre, die het kanton Aumont-Aubrac hadden gevormd tot dit op 22 maart 2015 aanzienlijk uitgebreid werd. 

Ligging van de gemeenten in het kanton tot 2015

## Geografie
De oppervlakte van Peyre en Aubrac bedroeg op 1 januari 2022 153,3 vierkante kilometer; de bevolkingsdichtheid was toen 15 inwoners per km².
De gemeente ligt tussen de Aubrac en de Margeride in het Centraal Massief. De gemeente wordt van noord tot zuid doorkruist door de A75.
In de gemeente bevindt zich het spoorwegstation Aumont-Aubrac.

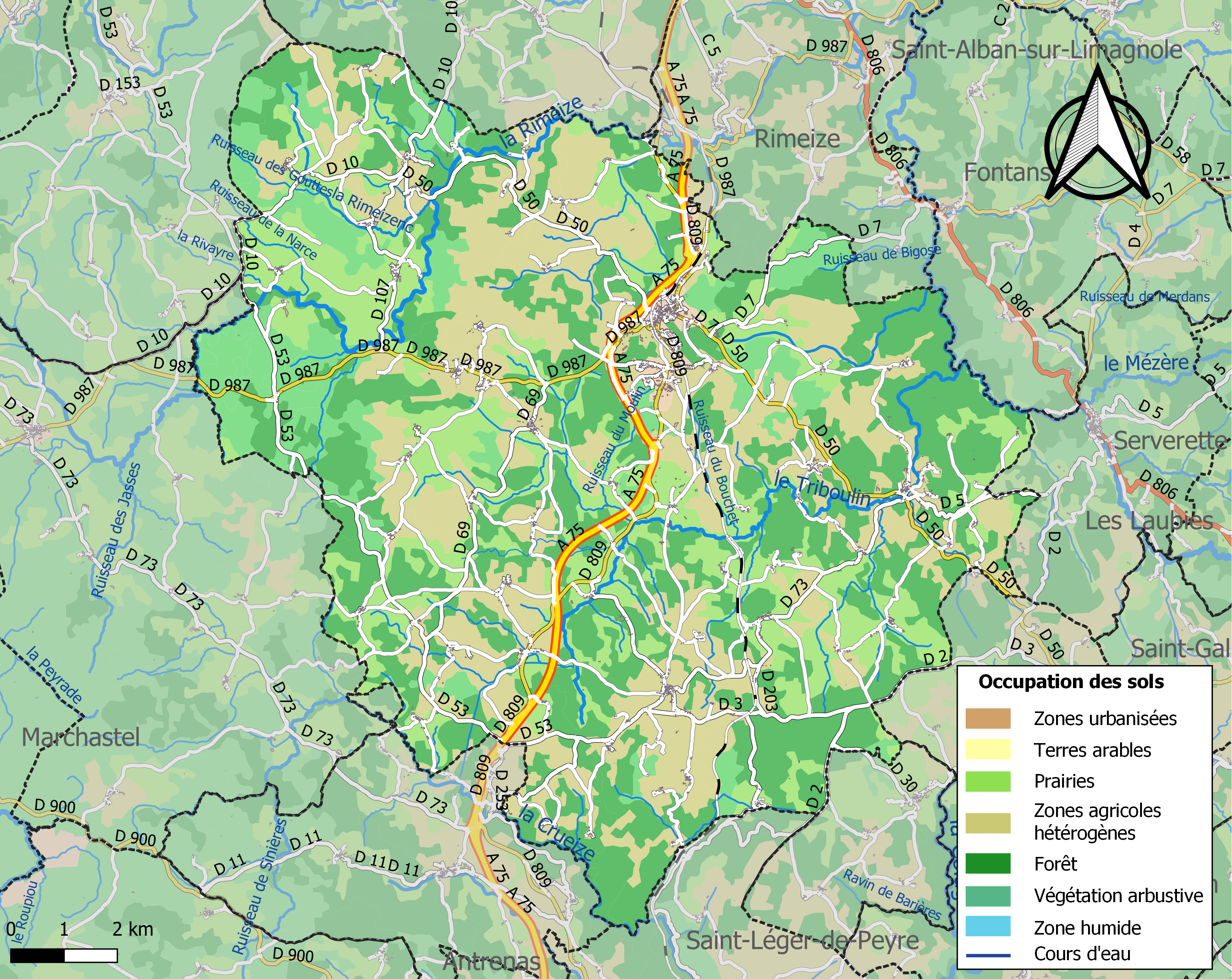
Kaart van de gemeente met de belangrijkste infrastructuur, bodemgebruik en omliggende gemeenten